# Тройные скобки
Тройные скобки, также известные как (((эхо))) — антисемитская символика в интернете, используемая для обозначения лиц, групп или организаций, которых использующие символ считают связанных с еврейскими. 
Практика помечать связываемое с евреями тремя скобками возникла в неонацистском блоге The Right Stuff, аффилированном с альтернативными правыми. По задумке редакторов блога, «эхо» символизирует, что из-за действий евреев их фамилии «эхом отозвались в истории». В интернет-сообществе тройные скобки используются среди ультраправых и антисемитов; в различных блогах, соцсетях и на форумах тройные скобки могут означать также сигнал к преследованиям данной личности или организации.
Использование данного обозначения привлекло всеобщее внимание в статье, опубликованной Mic в июне 2016 года. Эти известия побудили Google удалить расширение для браузера, предназначенное для автоматического размещения тройных скобок вокруг еврейских имён на веб-страницах. Это обозначение классифицируется как форма разжигания ненависти. Некоторые пользователи, как евреи, так и неевреи, намеренно поместили свои имена в тройные круглые скобки в качестве акта солидарности.

## История
Символ возникло в эпизоде 2014 года Daily Shoah, подкаста, созданного ультраправым блогом The Right Stuff. Подкаст включает в себя сегмент «Минута торговца», где еврейские имена произносятся с эффектом мультяшного эха, чтобы выделить их. Редакторы The Right Stuff объяснили, что использование эха, представленного в тексте с помощью тройных круглых скобок, было внутренним мемом, призванным символизировать, что действия евреев в прошлом заставляют их имена «отзываться эхом на протяжении всей истории». Положение скобок изнутри наружу означает предполагаемое влияние евреев на средства массовой информации, массовой иммиграцию и глобальный сионизм.
Тройные скобки используются в социальных сетях, таких как Twitter, антисемитами, альт-правыми, неонацистами и белыми националистами как сигнал для преследования евреев. Ряд еврейских журналистов сообщили веб-сайту Mic, что после того, как их имена были упомянуты таким образом, они начали получать сообщения от троллей, содержащие антисемитские высказывания, фотографии Холокоста и угрозы убийством. Газета «The Jerusalem Post» сообщила, что тройные круглые скобки «стали оружием в арсенале так называемых „альт-правых“, аморфного, преимущественно сетевого консервативного движения, которое становится всё более заметным и громким в разгар президентской кампании Дональда Трампа», и что эта тактика всё чаще использовалась против еврейских журналистов, публикующих материалы, критикующие кандидата от Республиканской партии. Пользователь, который участвует в этих действиях «dog-piling», описал «echo» как «собачий свисток». Поисковые системы обычно игнорируют знаки препинания, содержащиеся в запросе, из-за чего может быть трудно преднамеренно найти сообщения, содержащие это обозначение.
В июньской статье 2016 года, подробно описывающей это явление, Mic также сообщила, что для веб-браузера Google Chrome было разработано расширение «Детектор совпадений», автоматически заключающее в тройные круглые скобки имена людей, которые «были вовлечены в определённые политические движения и медиа-империи». Расширение содержит список из 8771 имени, включая распространённые еврейские имена и фамилии, имена медийных личностей, которые критиковали Трампа, зятя Трампа Джареда Кушнера, а также таких организаций, как Ben & Jerry’s и Kars4Kids.
Пользователь Twitter абсурдист dril спровоцировал споры в июне 2016 года после публикации твита, в котором он сатирически использовал тройные скобки. В частности, dril написал в твиттере: «Я отказываюсь потреблять любой продукт, который был создан или, как утверждается, был создан (((Эльфами Киблер)))». Журналист Джей Хэтэуэй написал, что большинство подписчиков dril поняли твит как иронию, исследующую неопределённый «этикет вокруг проявления нетерпимости в 2016 году … Может ли нееврей применить (((эхо))) к своему имени в знак союзничества? Можно ли использовать круглые скобки в шутке за счёт сторонников превосходства белой расы? Чёткого консенсуса нет». Несмотря на это, некоторые крайне правые пользователи восприняли твит как подлинный сигнал поддержки антисемитизма, а другие сочли его безвкусным даже в качестве шутки.

## Исторические параллели
Во время сталинских чисток имена евреев, которых обвиняли в том, что они «безродные космополиты», помещались в одиночные круглые скобки. Неизвестно, заимствована ли современная практика тройных скобок из советской или нет. Однако эпитет «безродные космополиты» недавно был возрождён в праворадикальном популистском контексте в США, предположительно как эвфемизм для евреев.

## Технические ошибки
Использование тройных скобок легко выявляется автоматически поисковыми движками (но не их пользователями) и платформами для блогов и микроблогов, такими как Twitter, для последующей блокировки. Незначительные затруднения могут представлять привычки многих русских повторять несколько раз скобки в смайликах, тройные скобки, поставленные из солидарности, а также математические формулы и фрагменты программного кода.